# マレイ・アダスキン

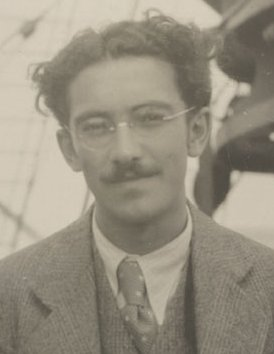
マレイ・アダスキン（1929年）

マレイ・アダスキン（Murray Adaskin、1906年3月28日 - 2002年5月6日）は、カナダの作曲家、ヴァイオリニスト。
トロント出身。両親はラトビアから移住したユダヤ人だった。トロント音楽院でヴァイオリンを学んだ。無声映画の伴奏の仕事をした後、1923年から1936年までトロント交響楽団のヴァイオリニストとなった。38歳の時からジョン・ワインツワイグに作曲を学び、さらにダリウス・ミヨーに師事した。1952年から1966年までサスカチュワン大学の音楽学部長を務め、さらにサスカトゥーン交響楽団の指揮者にも就任した。1972年に引退したのちは、ビクトリアで作曲に専念し、生涯に残した130曲のうち半分以上をこの時期に書きあげた。
作品はイーゴリ・ストラヴィンスキーの新古典主義音楽と硬いリズムの影響を受けており、さらにヴァイオリニストとしてのメロディー感覚が合わさって、視覚的な効果をあげている。
1980年にカナダ勲章を受章。

## 文献
- Eli Bornstein: Art and altruism. Aesthetics and ethics; dedicated to Murray Adaskin, composer, violinist, teacher, lover of arts, anad friend of The Structurist; 1906–2002. Festschrift Murray Adaskin. Structurist, Sascatoon 2002.